# 小行星5128
小行星5128（5128 Wakabayashi）是一颗围绕太阳公转的小行星。1989年3月30日，小石川正弘在仙台市发现了此天体。
該小行星以日本宮城縣仙台市若林區命名。
这颗小行星的绝对星等为124.0917605717998等。